# Son Mi-na
Son Mi-na (kor. 손 미나, ur. 8 października 1964) – koreańska piłkarka ręczna piłkarka ręczna. Dwukrotna medalistka olimpijska.
Z reprezentacją Korei Południowej zdobywała medale olimpijskie w 1984 i 1988 roku, w Los Angeles srebro, przed własną publicznością złoto. Łącznie w obu turniejach wystąpiła w 6 spotkaniach.